# برقوق بواسييه
برقوق بواسييه (باللاتينية: Prunus boissieri) هو أحد أنواع جنس الخوخ من الفصيلة الوردية. يعد من أنواع اللوز البري. سمي على اسم عالم النبات الفرنسي بواسييه.

## الموئل والانتشار
ينتشر في بلاد الشام.

## مرادفات للاسم العلمي
- (باللاتينية: Amygdalus agrestis Boiss.)